# Hogna fraissei
Hogna fraissei este o specie de păianjeni din genul Hogna, familia Lycosidae. A fost descrisă pentru prima dată de Ludwig Carl Christian Koch în anul 1882. Conform Catalogue of Life specia Hogna fraissei nu are subspecii cunoscute.